# 卢尔康
卢尔康（法語：Lourquen，法語發音：[luʁkɛ̃]）是法国朗德省的一个市镇，属于达克斯区。

## 地理
卢尔康（43°43'51"N, 0°47'10"W）面积5.9 平方千米，位于法国新阿基坦大区朗德省，该省份为法国西南部沿海省份，是法國本土面积第二大的省，北起吉倫特省，西临大西洋，南至大西洋比利牛斯省，东临热尔省，东北与洛特-加龍省接壤。
与卢尔康接壤的市镇（或旧市镇、城区）包括：拉奥斯、洛雷德、米格龙、努斯、波亚讷。

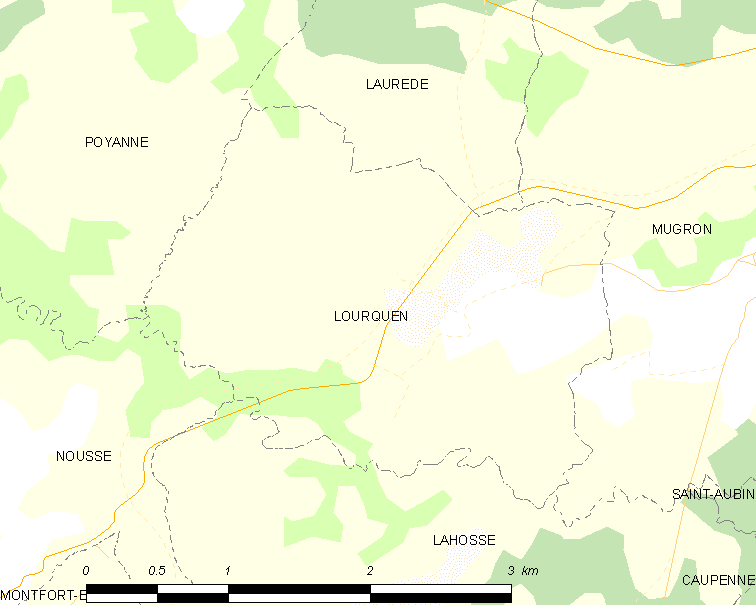
卢尔康的OSM定位图

卢尔康的时区为UTC+01:00、UTC+02:00（夏令时）。

## 行政
卢尔康的邮政编码为40250，INSEE市镇编码为40160。

## 政治
卢尔康所属的省级选区为沙洛斯山坡县。

## 人口

1962-2008年间卢尔康人口变化图示

卢尔康于2022年1月1日时的人口数量为188人。